# Julie Lefrançois
Pour les articles homonymes, voir Lefrançois.
Julie Lefrançois, née le 15 septembre 1979, est une joueuse de kayak-polo internationale française.
Elle est inscrite en 2005 au club de Saint Omer.

## Sélections
Sélections en équipe de France senior
- Championnats d'Europe 2005 : Médaille de bronze[2]